# 2001-es Formula–1 spanyol nagydíj
A spanyol nagydíj volt a 2001-es Formula–1 világbajnokság ötödik futama, amelyet 2001. április 29-én rendeztek meg a spanyol Circuit de Catalunyán, Barcelonában.

## Futam
Az első rajthelyet Michael Schumacher szerezte meg a finn Mika Häkkinen, a skót David Coulthard és a brazil Rubens Barrichello előtt.
Mikor elkezdődött felvezető kör Coulthard autója a rajtrácson maradt, de be tudták indítani, de csak a mezőny végéről tudott indulni.
A rajt tiszta volt, csak Frentzen autója későn tudott elindulni. A rajt után Coulthard összeakadt Bernoldival és a skót első szárnya letört. Később Frentzen ütközött az első 2001-es futamán rajthoz álló Pedro De La Rosával és mindketten kiestek.
Később Ralf Schumacher csúszott ki, és Barrichello felfüggesztése adta meg magát, így mindketten kiestek. A box kiállásoknál Häkkinen megelőzte Schumachert és az élre ugrott, majd a német kezdett leszakadni róla. Az utolsó körben, mikor Häkkinen lekörözte a harmadik helyen haladó Montoyát, problémái akadtak és kiállt a versenyben. (Később a levezető körön Coulthard vitte be a boxba.)
A spanyol nagydíjat végül Michael Schumacher nyerte a kolumbiai Juan Pablo Montoya, és a kanadai Jacques Villeneuve előtt.
Végeredmény:
| Helyezés | Rajtszám | Versenyző             | Csapat/Motor     | Futott kör | Idő/Kiesés oka | Rajthely | Pont |
| -------- | -------- | --------------------- | ---------------- | ---------- | -------------- | -------- | ---- |
| 1        | 1        | Michael Schumacher    | Ferrari          | 65         | 1h31:03,305    | 1        | 10   |
| 2        | 6        | Juan Pablo Montoya    | Williams-BMW     | 65         | + 40,738       | 12       | 6    |
| 3        | 10       | Jacques Villeneuve    | BAR-Honda        | 65         | + 49,626       | 7        | 4    |
| 4        | 12       | Jarno Trulli          | Jordan-Honda     | 65         | + 51,253       | 6        | 3    |
| 5        | 4        | David Coulthard       | McLaren-Mercedes | 65         | + 51,616       | 3        | 2    |
| 6        | 16       | Nick Heidfeld         | Sauber-Petronas  | 65         | + 1:01,893     | 10       | 1    |
| 7        | 9        | Olivier Panis         | BAR-Honda        | 65         | + 1:04,977     | 11       |      |
| 8        | 17       | Kimi Räikkönen        | Sauber-Petronas  | 65         | + 1:19,808     | 9        |      |
| 9        | 3        | Mika Häkkinen         | McLaren-Mercedes | 64         | Kuplung        | 2        |      |
| 10       | 22       | Jean Alesi            | Prost-Acer       | 64         | + 1 kör        | 15       |      |
| 11       | 23       | Luciano Burti         | Prost-Acer       | 64         | + 1 kör        | 14       |      |
| 12       | 14       | Jos Verstappen        | Arrows-Asiatech  | 63         | + 2 kör        | 17       |      |
| 13       | 21       | Fernando Alonso       | Minardi-European | 63         | + 2 kör        | 18       |      |
| 14       | 7        | Giancarlo Fisichella  | Benetton-Renault | 63         | + 2 kör        | 19       |      |
| 15       | 8        | Jenson Button         | Benetton-Renault | 62         | + 3 kör        | 21       |      |
| 16       | 20       | Tarso Marques         | Minardi-European | 62         | + 3 kör        | 22       |      |
| Ki       | 2        | Rubens Barrichello    | Ferrari          | 49         | Felfüggesztés  | 4        |      |
| Ki       | 18       | Eddie Irvine          | Jaguar-Cosworth  | 48         | Motorhiba      | 13       |      |
| Ki       | 5        | Ralf Schumacher       | Williams-BMW     | 20         | Fékhiba        | 5        |      |
| Ki       | 15       | Enrique Bernoldi      | Arrows-Asiatech  | 8          | Olajnyomás     | 16       |      |
| Ki       | 19       | Pedro de la Rosa      | Jaguar-Cosworth  | 5          | Ütközés        | 20       |      |
| Ki       | 11       | Heinz-Harald Frentzen | Jordan-Honda     | 5          | Ütközés        | 8        |      |

## A világbajnokság élmezőnyének állása a verseny után
| H  | Versenyzők         | Pont | H  | Konstruktőrök    | Pont |
| -- | ------------------ | ---- | -- | ---------------- | ---- |
| 1. | Michael Schumacher | 36   | 1. | Ferrari          | 50   |
| 2. | David Coulthard    | 28   | 2. | McLaren-Mercedes | 32   |
| 3. | Rubens Barrichello | 14   | 3. | Williams-BMW     | 18   |
| 4. | Ralf Schumacher    | 12   | 4. | Jordan-Honda     | 13   |
| 5. | Nick Heidfeld      | 8    | 5. | Sauber-Petronas  | 9    |

## Statisztikák
Vezető helyen:
- Michael Schumacher: 39 (1-22 / 28-43 / 65)
- Mika Häkkinen: 26 (23-27 / 44-64)

Michael Schumacher 47. győzelme, 36. pole-pozíciója, 43. leggyorsabb köre, 8. mesterhármasa (gy, pp, lk)
- Ferrari 138. győzelme.
- Juan Pablo Montoya első célba érése és dobogója